# Julian Orlishausen
Julian Benjamin Orlishausen (geboren 1981) ist ein deutscher Opernsänger im Stimmfach Bariton.

## Ausbildung
Orlishausens Gesangstalent wurde bereits in der Grundschulzeit erkannt, was ihn dazu veranlasste, ab dem Alter von 10 Jahren das Internat des Windsbacher Knabenchors zu besuchen. In der Oberschule am Johann-Sebastian-Bach-Gymnasium Windsbach trug er Schumann-Lieder vor und bereitete sich nach dem Abitur parallel zum Zivildienst auf ein Gesangsstudium vor. Ab 2002 studiert Orlishausen an der Hochschule für Musik Würzburg bei Endrik Wottrich. In zahlreichen Studioproduktionen sammelte er erste Bühnenerfahrungen, unter anderem als Hagen in der Operette Die lustigen Nibelungen (2004), Ariodate in Händels Serse (2005), Ottavio in Wolf-Ferraris Die neugierigen Frauen (2006) sowie Sokrates in Telemannss Der geduldige Sokrates (2007). 2008 war Orlishausen Preisträger des Bundeswettbewerbs Gesang Berlin. Im darauffolgenden Jahr sang er an der HfM Würzburg zum ersten Mal die Titelrolle in Don Giovanni. Er schloss sein Studium mit dem Diplom für Konzert und Musiktheater ab und vertiefte seine Ausbildung mit der Teilnahme an Meisterkursen von Francisco Araiza, Grace Bumbry, Gerold Huber, Edda Moser, Ľuba Orgonášová, Cheryl Studer, Michael Volle, und Ruth Ziesak.

## Wirken
Erste Engagements führten Orlishausen an die Oper Leipzig, wo er 2009 als Périchod in La Rondine sein Debüt gab. Die Oper wurde live auf Deutschlandfunk Kultur im Radio übertragen. 2010 sang Orlishausen am Theater Chemnitz Marcello in La Bohème und Graf von Eberbach in Der Wildschütz. Im Jahr 2011 sang er am Staatstheater Kassel den Narr in Kreneks Märchenoper Das geheime Königreich, Biterolf in Wagners Tannhäuser und der Sängerkrieg auf Wartburg bei den Tiroler Festspielen Erl und legte sein Konzertexamen ab.
Ab der Spielzeit 2011/12 wirkte Orlishausen an der Volksoper Wien, wo er in zahlreichen Opern- und Operettenrollen debütierte, darunter Edwin in Die Csárdásfürstin, Juán Castrado in Das Wundertheater, Dr. Falke in Die Fledermaus, Amantio di Nicolao in Gianni Schicchi, Moralès in Carmen und Sid in Brittens Albert Herring. In der Spielzeit 2012/2013 gastierte Orlishausen am Theater Chemnitz als Sharpless in Madama Butterfly. Auch den Tiroler Festspielen Erl blieb er verbunden und sang dort Cesare Angelotti in Tosca und Wolfram von Eschenbach sowie Biterolf in Tannhäuser und Ratefreund in Die Vögel (2019). Bei den Internationalen Gluck-Opern-Festspielen im Schauspielhaus Nürnberg sang Orlishausen 2014 den Heerführer Patroklos in einer konzertanten Aufführung von Glucks Iphigenie in Aulis in der Fassung von Richard Wagner mit den Prager Philharmonikern unter der Leitung von Philippe Auguin.
In der Spielzeit 2015/14 war Orlishausen Ensemblemitglied am Landestheater Detmold, wo er als Marcello in La Bohème und Dr. Falke in Die Fledermaus zu erleben war. Als Gast sang er dort als Zar Peter der Erste in Zar und Zimmermann und Edwin Ronald in Die Csárdásfürstin. An der Oper Leipzig sang er 2016/17 unter anderem den 1. Nazarener in Salome und Peter in Hänsel und Gretel.
Seit der Spielzeit 2018/19 ist Orlishausen im Ensemble des Staatstheaters Darmstadt. Dort sang er unter anderem Frère Lèon in Messiaens Saint François d’Assise in der Inszenierung von Intendant Karsten Wiegand. In Inszenierungen von Valentin Schwarz sang er 2018 Renato in Un ballo in maschera und 2019 Ping in Turandot unter der musikalischen Leitung von Giuseppe Finzi. Im selben Jahr sang er den Wildhüter in Rusalka und Lord Enrico Ashton in Marcos Darbyshires Inszenierung von Lucia di Lammermoor unter der Leitung von Generalmusikdirektor Daniel Cohen. 2021 sang er Marcello in Wolfgang Nägeles Regie von Puccinis La Bohème und Méphistophélès in Lili Boulangers Faust et Hélène sowie 2022 Sancho Pança in Don Quichotte, beides in Inszenierungen von Mariame Clément. Ebenfalls in der Spielzeit 2022/23 sang Orlishausen den Heerrufer des Königs in Wagners Lohengrin in der Inszenierung von Andrea Moses und die Titelrolle in Don Giovanni in der Inszenierung von Karsten Wiegand, beide unter der musikalischen Leitung von GMD Cohen und Giorgio Germont in Wiegands Inszenierung von La traviata im Dirigat des ersten Kapellmeisters Johannes Zahn. Orlishausen sang Belcore in Geertje Boedens Inszenierung von L’elisir d’amore unter der Leitung von Zahn, Orest in Wiegands Inszenierung von Elektra von Richard Strauss, den König und die Schlange in Valtinonis Der kleine Prinz in der Inszenierung von Kai Anne Schuhmacher, Kurwenal in Eva-Maria Höckmayrs Inszenierung von Wagners Tristan und Isolde und Dandini in der von der Volksoper Wien übernommenen Produktion von La Cenerentola.
Als Gast sang Orlishausen 2018 an der Opéra National de Lyon von der Seitenbühne Tschang Ling in Der Kreidekreis für den erkrankten Lauri Vasar. 2021 gastierte er als Kilian in einer konzertanten Aufführung von Der Freischütz mit dem Freiburger Barockorchester unter der Leitung von René Jacobs in der Philharmonie de Paris. 2022 machte er sein Festival d’Aix-en-Provence Debüt als Peter in David Böschs Inszenierung von Irrelohe im Dirigat von Bernhard Kontarsky. Orlishausen machte 2023 sein Bühnendebüt an der Opéra National de Lyon als der Geisterbote in Die Frau ohne Schatten, inszeniert von Mariusz Treliński unter der Leitung von Daniele Rustioni. Am Badischen Staatstheater Karlsruhe war er 2024 erneut Tschang Ling in Der Kreidekreis in der Inszenierung von Sebastian Ritschel und der Leitung des 1. Kapellmeisters Johannes Willig. Die Premiere wurde in der Reihe ARD Oper auf hr2-Kultur übertragen.

## Repertoire (Auswahl)
- Boulanger: Méphistophélès in Faust et Hélène
- Braunfels: Ratefreund in Die Vögel
- Britten: Sid in Albert Herring
- Donizetti: Belcore in L'elisir d'amore
- Donizett: Lord Enrico Ashton in Lucia di Lammermoor
- Dvořák: Der Wildhüter in Rusalka
- Gluck: Patroklos in Iphigénie en Aulide
- Humperdinck: Peter in Hänsel und Gretel
- Kálmán: Edwin Ronald in Die Csárdásfürstin
- Lortzing: Graf von Eberbach in Der Wildschütz
- Lortzing: Peter der Erste in Zar und Zimmermann
- Massenet: Sancho Pança in Don Quichotte
- Messiaen: Frère Léon in Saint François d’Assise
- Mozart: Titelrolle in Don Giovanni
- Mozart: Papageno und 2. Geharnischter in Die Zauberflöte
- Puccini: Marcello in La Bohème
- Puccini: Sharpless in Madama Butterfly
- Puccini: Périchaud in La Rondine
- Puccini: Cesare Angelotti in Tosca
- Puccini: Ping in Turandot
- Schreker: Peter in Irrelohe
- Strauss, J.: Dr. Falke in Die Fledermaus
- Strauss, R.: Orest in Elektra
- Strauss, R.: Der Geisterbote in Die Frau ohne Schatten
- Strauss, R.: 1. Nazarener in Salome
- Valtinoni: Der König und Die Schlange in Der kleine Prinz
- Verdi: Renato in Un ballo in maschera
- Verdi: Giorgio Germont, in La traviata
- Wagner: Der Heerrufer des Königs in Lohengrin
- Wagner: Wolfram von Eschenbach und Biterolf in Tannhäuser
- Wagner: Kurweal in Tristan und Isolde
- Weber: Kilian in Der Freischütz
- Zemlinsky: Tschang Ling in Der Kreidekreis

Quellen: 

## Diskografie (Auswahl)
- Strawinsky: Psalmensinfonie. Windsbacher Knabenchor, Rondeau 2001[33]
- Bach: Gott der Herr ist Sonn und Schild auf der CD 475 Jahre Reformation - Konzert zum Jubiläum 5. Juli 2014, Kreuzkirche Dresden. Monika Eder, Marlene Lichtenberg, Andreas Karasiak, Julian Orlishausen, Dresdner Kreuzchor, Dresdner Barockorchester. Dirigent: Roderich Kreile. HOROS Dresden, 2014[34]
- Mahler: Symphony No. 8 in E-Flat Major "Symphony of a Thousand" (Live). Carolyn Sampson, Jacquelyn Wagner, Sasha Cooke, Jess Dandy, Barry Banks, Julian Orlishausen, Christian Immler, Minnesota Orchestra. Dirigent: Osmo Vänskä. BIS Records, 2023[35]